# 전우 (1973년 영화)
"전우"는 한국에서 제작된 김홍종 감독의 1973년 전쟁, 드라마 영화이다. 나시찬 등이 주연으로 출연하였다.

## 출연

### 주연
- 나시찬
- 강민호
- 허영
- 김상훈
- 송재호
- 박해상
- 윤덕용
- 천정우
- 서상익
- 안광진
- 이현두
- 장항선
- 손영춘